# Meernbrug
De Meernbrug (niet te verwarren met de 3 km oostelijker liggende De Meernbrug over het Amsterdam-Rijnkanaal) is een brug over de Leidse Rijn in het centrum van De Meern. Deze brug vormt de verbinding tussen het Castellumplein aan de noordzijde met de Rijksstraatweg en de Meerndijk aan de zuidzijde.
De geschiedenis van deze brug gaat terug tot de middeleeuwen. Omstreeks het jaar 1200 werd de waterkering Ma(e)rne, de huidige Meerndijk, tussen De Meern en de Hollandse IJssel, aangelegd. In een document uit het jaar 1300 wordt de Pons Maerne genoemd. Deze lag op dezelfde plaats als de huidige Meernbrug aan het begin van de Meerndijk. Hier ontstond ook een kleine nederzetting zonder eigen naam. De inwoners ervan woonden 'aen de Maerne'. De Meernbrug was een schakel in de wegverbinding tussen Utrecht en Gouda over land. In de 17e eeuw werd de Leidse Rijn verbreed ten behoeve van de trekvaartverbinding tussen Utrecht en Leiden en op de noordelijke oever van de Leidse Rijn ontstond een stukje 'steenweg' van ongeveer 200 meter met winkels en andere kleine bedrijven. De naam 'De Meern' kreeg toen de betekenis van een plaatsnaam en de dijkbewoners woonden voortaan aan de 'Meerndijk'. 
Abel Tasmanbrug ·
Abstederbrug ·
Bakkerbrug ·
Bartholomeusbrug · 
Bezembrug · 
Bijlhouwersbrug ·
Brigittenbrug ·
Colignybrug ·
Dafne Schippersbrug ·
David van Mollembrug ·
Demka-spoorbrug ·
Driftbrug ·
Gaardbrug ·
Galecopperbrug · 
Gasthuismolenbrug ·
Geertebrug ·
Gildbrug · 
Goethebrug ·
Griftbrug ·
Hamburgerbrug ·
Herenbrug · 
Hogeweidebrug ·
Industriehavenbrug ·
Jacobibrug ·
Jan Pieterszoon Coenbrug ·
Jansbrug ·
Jansdambrug ·
Jeremiebrug ·
Julianabrug (Minstroom) ·
Jutphasebrug ·
Jutphasespoorbrug ·
J.M. de Muinck Keizerbrug ·
Kalisbrug ·
Krommerijnbrug ·
Lauwerechtbrug ·
Lucasbrug ·
Maarsbergerbrug ·
Maartensbrug ·
Magdalenabrug ·
Maliebrug ·
Marga Klompébrug ·
Marksbrug ·
Marnixbrug ·
Meernbrug ·
Minbrug ·
Monicabrug · 
Moreelsebrug ·
Muntbrug ·
Muntsluisbrug ·
Museumbrug ·
Noorderbrug ·
Oorsprongbrug ·
Oranjebrug ·    
Paulusbrug ·
Pausdambrug ·
Pietersbrug ·
Plompetorenbrug ·
Prins Clausbrug · 
Quintijnsbrug ·
Rode brug ·
Servaasbrug ·
Sint Martinusbrug ·
Smeebrug ·
Socratesbrug ·
Spinozabrug ·
Stadhuisbrug ·
Stammetsbrug ·
Stenenbrug ·
Tolsteegbrug ·
Vaaltbrug ·
Vaartscherijnbrug ·
Van Asch van Wijckbrug ·
Viebrug ·
Vleutensespoorbrug ·
Vollersbrug ·
Weerdbrug ·
Weesbrug ·
Werkspoorbrug ·
Werkspoorhavenbrug ·
Wittevrouwenbrug ·  
Zandbrug

Voormalige of in onbruik geraakte bruggen :
Brug met de twaalf gaten ·
Catharijnebrug · 
Hefbrug in de Kruisvaart ·
Julianabrug (Vaartsche Rijn) ·
Molenbrug · 
Smakkelaarsbrug ·
Vleutensebrug ·
Willemsbrug